# Josip Pivarić
Josip Pivaric (Zagreb, Croacia, 30 de enero de 1989) es un exfutbolista croata que jugaba como defensa.

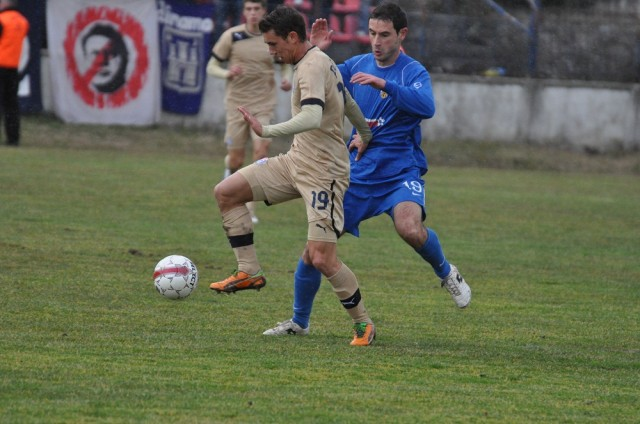
Josip Pivaric

## Carrera
Se formó en las categorías inferiores del GNK Dinamo Zagreb, con el cual debutó como profesional en 2008. En invierno de ese mismo año ficharía por el Lokomotiv Zagreb de ese mismo país. Más tarde, en 2012, regresaría al GNK Dinamo Zagreb, con el cual firmaría un contrato hasta 2015, poco después se consolidaría en la banda izquierda del equipo, volviéndose indispensable y consiguiendo una extensión de su contrato hasta 2020.
Por su notable desempeño fue convocado a las selecciones juveniles de Croacia con las cuales disputó varios campeonatos juveniles. En 2013 sería convocado a la selección absoluta de Croacia por Nico Kovac, en ese entonces director técnico de la misma. En enero de 2016, en la disputa de un partido amistososo ante Noruega, sufrió una lesión de ligamentos que le hizo perderse el resto de la temporada y la posibilidad de acudir a la UEFA Euro 2016.
El 9 de agosto de 2017 fichó por el Dinamo de Kiev ucraniano.

## Selección nacional
El 4 de junio de 2018 el seleccionador Zlatko Dalić lo incluyó en la lista de 23 para el Mundial. Fue el lateral izquierdo suplente de la selección de Croacia, ingresando habitualmente en las segundas partes en reemplazo del titular Ivan Strinić, participando así del histórico subcampeonato conseguido por su selección.

### Participaciones en la China Cup
| Copa           | Sede  | Resultado     |
| -------------- | ----- | ------------- |
| China Cup 2017 | China | Cuarto puesto |

### Participaciones en Copas del Mundo
| Mundial                        | Sede  | Resultado  |
| ------------------------------ | ----- | ---------- |
| Copa Mundial de Fútbol de 2018 | Rusia | Subcampeón |

## Palmarés

### Campeonatos nacionales
| Título                  | Club                   | País    | Año     |
| ----------------------- | ---------------------- | ------- | ------- |
| Primera Liga de Croacia | G. N. K. Dinamo Zagreb | Croacia | 2011-12 |
| Copa de Croacia         | G. N. K. Dinamo Zagreb | Croacia | 2011-12 |
| Primera Liga de Croacia | G. N. K. Dinamo Zagreb | Croacia | 2012-13 |
| Primera Liga de Croacia | G. N. K. Dinamo Zagreb | Croacia | 2013-14 |
| Supercopa de Croacia    | G. N. K. Dinamo Zagreb | Croacia | 2013    |
| Primera Liga de Croacia | G. N. K. Dinamo Zagreb | Croacia | 2014-15 |
| Copa de Croacia         | G. N. K. Dinamo Zagreb | Croacia | 2014-15 |
| Primera Liga de Croacia | G. N. K. Dinamo Zagreb | Croacia | 2015-16 |
| Copa de Croacia         | G. N. K. Dinamo Zagreb | Croacia | 2015-16 |
| Supercopa de Ucrania    | F. C. Dinamo de Kiev   | Ucrania | 2018    |
| Supercopa de Ucrania    | F. C. Dinamo de Kiev   | Ucrania | 2019    |
| Copa de Ucrania         | F. C. Dinamo de Kiev   | Ucrania | 2019-20 |